# Maria Antonia del Liechtenstein (1687-1750)
Maria Antonia del Liechtenstein (nome completo in tedesco Maria Antonia Apollonia Rosina; 10 aprile 1687 – 9 ottobre 1750) è stata una principessa austriaca.

## Biografia
La principessa Maria Antonia nacque nel 1687 come quartogenita di Giovanni Adamo I e di Erdmuthe di Dietrichstein-Nikolsburg.
Crebbe con le sorelle minori Gabriella e Maria Teresa affidata alle cure di alcune tate e successivamente di governanti francesi (Mademoiselle Deminier fu la loro governante congiunta dal 1697 al 1699).
Il 24 gennaio del 1704 sposò il conte Marcus Anton Adam Czobor de Czoborszentmihály (1679-1728), con cui ebbe due figli. Alla morte del padre, nel 1712, ereditò una parte della signoria di Göding che spartì con la sorella maggiore Maria Elisabetta.
Rimasta vedova, sposò nel 1731 il conte Joseph Karl Hrzán von Harasow (1681-1749). Morì un anno dopo il suo secondo marito, all'età di 63 anni, e fu tumulata nella chiesa di Santa Maria Maddalena a Brno.

## Discendenza
Maria Antonia del Liechtenstein e Marcus Anton Adam Czobor de Czoborszentmihály ebbero un figlio e una figlia:
- József (Szentmihály, 1705 - Pest, 28 giugno 1785);
- Maria Antonia (1706 circa - Vienna, 4 agosto 1746).

## Ascendenza
|                                               |                               |                                                  | Genitori                                         |  |  | Nonni |  |  | Bisnonni                  |  |  | Trisnonni                     |  |
|                                               |                               |                                                  |                                                  |  |  |       |  |  | Carlo I del Liechtenstein |  |  | Hartmann II del Liechtenstein |  |
|                                               |                               |                                                  |                                                  |  |  |       |  |  | Carlo I del Liechtenstein |  |  | Hartmann II del Liechtenstein |  |
|                                               |                               | Anna Maria di Ortenburg                          |                                                  |  |  |       |  |  | Carlo I del Liechtenstein |  |  |                               |  |
| Carlo Eusebio del Liechtenstein               |                               |                                                  |                                                  |  |  |       |  |  | Carlo I del Liechtenstein |  |  |                               |  |
|                                               |                               | Anna Maria Šemberová von Boskovic und Černá Hora | Jan Šembera z Boskovic                           |  |  |       |  |  |                           |  |  |                               |  |
|                                               |                               | Anna Maria Šemberová von Boskovic und Černá Hora | Jan Šembera z Boskovic                           |  |  |       |  |  |                           |  |  |                               |  |
|                                               |                               | Anna Maria Šemberová von Boskovic und Černá Hora | Anna Kragjrz z Kraigk                            |  |  |       |  |  |                           |  |  |                               |  |
| Giovanni Adamo I del Liechtenstein            |                               | Anna Maria Šemberová von Boskovic und Černá Hora |                                                  |  |  |       |  |  |                           |  |  |                               |  |
|                                               |                               | Massimiliano di Dietrichstein                    | Sigismondo II di Dietrichstein                   |  |  |       |  |  |                           |  |  |                               |  |
|                                               |                               | Massimiliano di Dietrichstein                    | Sigismondo II di Dietrichstein                   |  |  |       |  |  |                           |  |  |                               |  |
|                                               |                               | Massimiliano di Dietrichstein                    | Giovanna della Scala                             |  |  |       |  |  |                           |  |  |                               |  |
| Giovanna Beatrice di Dietrichstein-Nikolsburg |                               | Massimiliano di Dietrichstein                    |                                                  |  |  |       |  |  |                           |  |  |                               |  |
|                                               |                               | Anna Maria del Liechtenstein                     | Carlo I del Liechtenstein                        |  |  |       |  |  |                           |  |  |                               |  |
|                                               |                               | Anna Maria del Liechtenstein                     | Carlo I del Liechtenstein                        |  |  |       |  |  |                           |  |  |                               |  |
|                                               |                               | Anna Maria del Liechtenstein                     | Anna Maria Šemberová von Boskovic und Černá Hora |  |  |       |  |  |                           |  |  |                               |  |
| Maria Antonia del Liechtenstein               |                               | Anna Maria del Liechtenstein                     |                                                  |  |  |       |  |  |                           |  |  |                               |  |
|                                               | Massimiliano di Dietrichstein | Sigismondo II di Dietrichstein                   |                                                  |  |  |       |  |  |                           |  |  |                               |  |
|                                               | Massimiliano di Dietrichstein | Sigismondo II di Dietrichstein                   |                                                  |  |  |       |  |  |                           |  |  |                               |  |
|                                               | Massimiliano di Dietrichstein | Giovanna della Scala                             |                                                  |  |  |       |  |  |                           |  |  |                               |  |
| Ferdinando Giuseppe di Dietrichstein          | Massimiliano di Dietrichstein |                                                  |                                                  |  |  |       |  |  |                           |  |  |                               |  |
|                                               |                               | Anna Maria del Liechtenstein                     | Carlo I del Liechtenstein                        |  |  |       |  |  |                           |  |  |                               |  |
|                                               |                               | Anna Maria del Liechtenstein                     | Carlo I del Liechtenstein                        |  |  |       |  |  |                           |  |  |                               |  |
|                                               |                               | Anna Maria del Liechtenstein                     | Anna Maria Šemberová von Boskovic und Černá Hora |  |  |       |  |  |                           |  |  |                               |  |
| Erdmuthe di Dietrichstein-Nikolsburg          |                               | Anna Maria del Liechtenstein                     |                                                  |  |  |       |  |  |                           |  |  |                               |  |
|                                               |                               | Giovanni Antonio I di Eggenberg                  | Giovanni Ulrico di Eggenberg                     |  |  |       |  |  |                           |  |  |                               |  |
|                                               |                               | Giovanni Antonio I di Eggenberg                  | Giovanni Ulrico di Eggenberg                     |  |  |       |  |  |                           |  |  |                               |  |
|                                               |                               | Giovanni Antonio I di Eggenberg                  | Maria Sidonia von Thannhausen                    |  |  |       |  |  |                           |  |  |                               |  |
| Maria Elisabetta di Eggenberg                 |                               | Giovanni Antonio I di Eggenberg                  |                                                  |  |  |       |  |  |                           |  |  |                               |  |
|                                               |                               | Anna Maria di Brandenburgo-Bayreuth              | Cristiano di Brandeburgo-Bayreuth                |  |  |       |  |  |                           |  |  |                               |  |
|                                               |                               | Anna Maria di Brandenburgo-Bayreuth              | Cristiano di Brandeburgo-Bayreuth                |  |  |       |  |  |                           |  |  |                               |  |
|                                               |                               | Anna Maria di Brandenburgo-Bayreuth              | Maria di Hohenzollern                            |  |  |       |  |  |                           |  |  |                               |  |
|                                               |                               | Anna Maria di Brandenburgo-Bayreuth              |                                                  |  |  |       |  |  |                           |  |  |                               |  |